# 클라라 소피
클라라 소피(덴마크어: Clara Sofie, 1981년 3월 16일 ~ )는 덴마크의 가수이다.